# Jörgen Brink
Per Jörgen Brink (Delsbo, 10 de marzo de 1974) es un deportista sueco que compitió en esquí de fondo.
Ganó tres medallas de bronce en el Campeonato Mundial de Esquí Nórdico de 2003, en las pruebas de 10 km+10 km persecución, 50 km y relevo.

## Palmarés internacional
| Campeonato Mundial | Campeonato Mundial     | Campeonato Mundial | Campeonato Mundial      |
| Año                | Lugar                  | Medalla            | Prueba                  |
| ------------------ | ---------------------- | ------------------ | ----------------------- |
| 2003               | Val di Fiemme (Italia) | Medalla de bronce  | 10 km+10 km persecución |
| 2003               | Val di Fiemme (Italia) | Medalla de bronce  | 50 km                   |
| 2003               | Val di Fiemme (Italia) | Medalla de bronce  | Relevo 4 × 10 km        |